# Дмитриев, Иван Иванович (Герой Советского Союза)
Ива́н Ива́нович Дми́триев (1923—2010) — полковник Советской Армии, участник Великой Отечественной войны, Герой Советского Союза (1944).

## Биография
Родился 1 мая 1923 года в селе Горенские Выселки (ныне — Новоусманский район Воронежской области) в крестьянской семье. Окончил железнодорожную школу № 1 в Воронеже (мемориальная доска на здании школы, ул. Сакко и Ванцетти, д. 72). В 1941 году был призван на службу в Рабоче-крестьянскую Красную Армию. С 1942 года — на фронтах Великой Отечественной войны. В 1943 году окончил Ленинградское военно-инженерное училище, которое было эвакуировано в Кострому. Принимал участие в боях на Ленинградском, Воронежском, 1-м Украинском фронтах. К сентябрю 1943 года лейтенант Иван Дмитриев командовал понтонным взводом 135-го отдельного моторизованного понтонно-мостового батальона 6-й понтонно-мостовой бригады Воронежского фронта. Отличился во время битвы за Днепр.
Под вражеским обстрелом Иван Дмитриев и его помощник старший сержант Сергей Гуреев совершали рейсы через реку, отвозя на западный берег боеприпасы, а обратно доставляя раненых. В течение нескольких ночей он переправлял стрелковые части на рыбацких лодках. Действия Ивана Дмитриева и Гуреев способствовали успешному захвату и расширению плацдарма на западном берегу реки. Когда потребовалось переправить через Днепр тяжёлую артиллерию и танки, организовал изготовление паромов и подготовку катеров-буксиров. 7 октября стал переправлять через Днепр боевую технику 10-го танкового корпуса. Несмотря на массированный миномётный и артиллерийский обстрел, постоянные авианалёты, боевую задачу он успешно выполнил.
26 октября 1943 года за форсирование реки Днепр представлен к званию Герой Советского Союза. Указом Президиума Верховного Совета СССР «О присвоении звания Героя Советского Союза генералам, офицерскому, сержантскому и рядовому составу Красной Армии» от 10 января 1944 года за «образцовое выполнение боевых заданий командования на фронте борьбы с немецко-фашистскими захватчиками и проявленные при этом отвагу и геройство» был удостоен высокого звания Героя Советского Союза с вручением ордена Ленина за номером 13953 и медали «Золотая Звезда» за номером 2482.
Участник Парада Победы.
После окончания войны продолжил службу в Советской Армии. В 1950 году он окончил Ленинградское военно-техническое училище Военно-морского флота, после чего преподавал в Ленинградском высшем военном инженерно-строительном училище.
В 1985 году уволен в запас в звании инженер-полковника. Проживал в Санкт-Петербурге, умер 22 октября 2010 года, похоронен на Большеохтинском кладбище Санкт-Петербурга.
Кандидат технических наук (1956), доцент (1979). Был также награждён орденами Богдана Хмельницкого 3-й степени, Отечественной войны 1-й и 2-й степеней, двумя орденами Красной Звезды, орденом «За службу Родине в Вооруженных Силах СССР» 3-й степени, рядом медалей.

## Память
В селе Новая Усмань Воронежской области установлен бюст Героя.
В Санкт-Петербурге в ВИ(ИТ) установлен бюст Героя СССР